# Мисуми, Кэндзи
Кэндзи Мисуми (яп. 三隅研次 Мисуми Кэндзи, 2 марта 1921, Киото, Япония — 24 сентября 1975, Киото, Япония) — японский кинорежиссёр и сценарист. Один из самых интересных специалистов в жанре тямбара, Мисуми был режиссёром, который привнёс глоток свежего воздуха в послевоенное японское кино, вложив смелую экспрессию в исторические драмы и продолжив изображать любовь и смерть в экстремальных ситуациях. Он снимал драмы, триллеры, яркие тямбары, фильмы в формате CinemaScope, с длинными общими планами, отработанными до миллиметра, и стилизованным графическим насилием, что делает Мисуми дальним родственником Серджо Леоне. На протяжении всей своей недолгой жизни режиссёр не пользовался международным признанием, несмотря на создание ряда бесспорных шедевров. Мисуми особенно нравился поджанр фильмов дзидайгэки — тямбара (фильмы о боях на мечах) с их одинокими воинами, которые бродят по стране и оказываются в постоянном конфликте между бусидо («путём воина»), собственной человечностью и десятками вражеских мечников. В конечном итоге Мисуми стал влиятельным жанровым режиссёром, который вместе с другими постановщиками студии Daiei Токудзо Танакой, Кадзуо Икэхиро, Кадзуо Мори и Кимиёси Ясудой отвечал за популярные серии фильмов-франшиз, такие как «Нэмури Кёсиро» или «Дзатоити» со звездами Райдзо Итикавой и Синтаро Кацу.

## Биография

### Ранние годы
Кэндзи Мисуми родился в 1921 году в результате внебрачной связи между бизнесменом из Кобе Фукудзиро Мисуми и гейшей из Киото по имени Сидзу. Родители не состояли в официальных отношениях, и ни один из родителей не хотел заботиться о Кэндзи. Это привело к тому, что его стала воспитывать тётя Сика, а отец Фукудзиро поддерживал его финансово. По желанию отца Кэндзи Мисуми позже поступил в школу коммерции при университете Рицумейкан. Кэндзи с раннего возраста проявлял интерес к фильмам в жанре тямбара. Когда он решил заняться карьерой в кино, а не жизнью в деловом мире, которую планировал для него отец, это привело к тому, что родитель урезал ему содержание, разорвав их последние связи. Мисуми продолжил учёбу в Рицумейкан, но также начал работать в ресторане своей тёти. Именно в этом ресторане Кэндзи улыбнулась удача. Однажды вечером он был вовлечённым в страстную беседу о кино с клиентом, который оказался писателем и сценаристом Каном Кикути. Когда Мисуми выразил желание стать режиссёром, Кикути, имевший хорошие связи в мире кино благодаря нескольким крупным экранизациям своих произведений, вручил мальчику визитку с именем продюсера студии Nikkatsu.
Однако прежде чем Мисуми получил возможность ступить на съемочную площадку, его призвали в армию и отправили сражаться на передовую в Маньчжурию. До конца своей жизни он хранил молчание о военных годах. Как и многие его сослуживцы, в конце войны он был пленён русскими и отправлен в лагерь для военнопленных в Сибири. Он вернулся в Японию в 1948 году после шестилетнего отсутствия.

### Начало кинокарьеры
Японская киноиндустрия не избежала проблем и трудностей военных лет. Nikkatsu была вынуждена объединиться с Daiei, и именно туда Мисуми подал заявление о приеме на работу. Daiei, студия всемирно известных фильмов Кэндзи Мидзогути, поддерживалась также историческими фильмами в жанре дзидайгэки, расцвет которых пришёлся примерно на середину 1950-х — конец 1960-х годов. Наряду со своим главным конкурентом Toei, студия Daiei была авангардом быстро снимавшихся, очень популярных самурайских фильмов.
Он начинал как ассистент режиссёров Кодзабуро Ёсимуры, Тейноскэ Кинугасы, Канэто Синдо, Дайскэ Ито и Садацугу Мацуды. Его режиссерский дебют состоялся в 1954 году фильмом по сценарию Кинугасы под названием «Тангэ Садзэн: Горшок с обезьяной» — история об одноглазом и одноруком мечнике, роль которого исполнил популярный Дэндзиро Окоти. Как новый режиссер в Daiei, Мисуми смог работать с молодыми перспективными актёрами студии того времени и развивать их. Разные стили и личности двух новичков, в частности, Синтаро Кацу и Райдзо Итикавы, вскоре расширили возможности Мисуми и студии в целом. Что особенно интригует, так это степень влияния Мисуми на создание их экранных персонажей. Итикава имел традиционное театральное прошлое как по обучению (как и многие ранние кинозвезды предыдущего поколения), так и по происхождению. Он постоянно возвращался в театр в то короткое время, которое у него было между съемками фильмов. Райдзо считался красавчиком в современной, задумчивой манере американских кинозвёзд того периода, таких как Джеймс Дин и Марлон Брандо. Совсем другим был Синтаро Кацу, который имел менее традиционную внешность и не имел театрального прошлого. Как и ожидалось, Кацу, хотя он и начал свою карьеру до Итикавы, потребовалось некоторое время, прежде чем его харизматичные качества обычного человека сделали его звездой.
В то время как Мисуми работал и с Кацу, и с Итикавой на самых ранних этапах их карьеры, он был отвлечён от боевиков из-за внезапной, неожиданной смерти Кэндзи Мидзогути. Мисуми должен был заменить мастера-режиссера в качестве главного постановщика не менее важного жанра женских картин в Daiei. Только в начале 1960-х годов, когда Мисуми снял очередной ремейк уже не раз адаптированного на экране исторического боевика «Перевал Великого Будды» и его продолжение «Перевал Великого Будды: Бог-Дракон» (оба в 1960 г.), он вернулся к излюбленному жанру тямбара, поставив в дальнейшем в этом жанре ряд програмных, культовых кинолент, по которым его и запомнят.

### 1960-е годы
Появление его фильмов на вершинах бокс-офисов проката принесло Мисуми симпатию главы студии Масаити Нагаты. В 1961 году смелым планом Масаити Нагаты было снять первый в Японии художественный фильм на 70-миллиметровой пленке — экранизацию жизни Будды, вдохновлённую голливудскими библейскими эпосами, которые там выпускались массово. Нагата доверился Мисуми в этом вопросе и собрал под одной крышей команду из самых известных людей. Одним из ярких моментов в «Будде» является Синтаро Кацу в роли коварного врага Девадатты, который стремится дискредитировать и уничтожить Будду, но учится признавать ошибки на своём пути. Риск оправдался: 156-минутный фильм стал самым успешным фильмом 1961 года в Японии, превзойдя голливудский блокбастер «Пушки острова Наварон». В следующем году дуэт Мисуми/Кацу снова дал о себе знать, и вновь с большой выгодой: фильм «Повесть о Дзатоити» (1962), который вывел Кацу в высшую лигу и позволил и Синтаро, и слепому массажисту-мечнику появиться в 26 последующих фильмах и телесериалах. Мисуми снял шесть фильмов саги о Дзатоити, прежде чем оставить серию в надежных руках других прекрасных режиссеров боевиков Daiei: Токудзо Танака, Кадзуо Мори, Кимиёси Ясуда и Кадзуо Икэхиро.
В начале 1960-х годов появилась волна создателей тямбары, которые представили центральную тему во всё более критическом свете. Взяв за основу работы Акиры Куросавы предыдущего десятилетия, такие режиссёры, как Масаки Кобаяси, Масахиро Синода, Хидэо Гося и Кихати Окамото, начали исследовать тёмную сторону воинского кодекса. В результате получились фильмы, в которых нелестно изображались самураи и феодальная диктатура, которой они служили и которую поддерживали. «Телохранитель» Куросавы (1961) и «Харакири» Кобаяси (1962), в которых деконструируется ритуал самоубийства, считаются важнейшими фильмами в этом жанре, открывающими путь новому десятилетию ценных критических фильмов. Кэндзи Мисуми — главный представитель этого направления. Фактически, исследование бусидо и сложности его форм лежит в основе работ режиссера. С 1962 по 1965 гг. Мисуми поставил фильмы из так называемой трилогии «Меч» (Kenji Misumi’s Sword Trilogy – именно так в 2024 году были представлены публике отреставрированные фильмы этой трилогии в Нью-Йоркском музее современного искусства) – «Сын судьбы» (1962), «Меч» (1964) и «Меч демона» (1965), которые привнесли захватывающую жизненную силу в знакомый японский жанр и помогли начать карьеру Райдзо Итикавы, жёсткого, проникновенного актера, который умер молодым (в возрасте 37 лет).
Лучшие фильмы Мисуми были подняты выше среднего стандарта жанра тямбара своей глубиной характеров, вниманием к историческим деталям и визуальной яркостью, которая принесла ему прозвище «Маленький Мидзогути». Подлинных стилистических сходств было немного, Мисуми не хватало тонкости и деликатности проникновений Мидзогути. Тем не менее, Мисуми действительно привнёс определенную женскую чувственность в стереотипно мужской жанр. Женщины иногда были в центре внимания его фильмов: примеры включают фильмы «Река слёз» (1967) о любви двух сестёр в Эдо и «Комако, девушка из дома Сиракоя» (1960) — мелодраму о невинной девушке, которую работодатель заставил выйти замуж ради финансовой выгоды. Даже в самурайских фильмах Мисуми самые напряженные моменты часто были связаны с женщинами. Например, «Хроники синсэнгуми» (1963) по большей части был обычным, хотя и мастерски сделанным рассказом об элитном корпусе воинов, защищавших сёгунат в годы до реставрации Мэйдзи, но его мощная кульминация перекликалась с финальной сценой «Армии» Кэйскэ Киноситы (1944), смещающей фокус с уходящих воинов на страдания наблюдавшей за героем возлюбленной.

### 1970-е годы
На фоне общего упадка киноиндустрии Мисуми снял свой последний фильм для Daiei в 1971 году, и его контракт был расторгнут, когда студия прекратила дальнейшее производство в том же году. В 1970 году он снял фильм «Дзатоити и праздник фейерверков» для студии Katsu Production, а сразу после ухода из Daiei снял там же хитовый фильм «Меч отмщения» (1972), первую часть знаменитой серии «Одинокий волк и его ребёнок» (серия включает шесть фильмов, четыре из которых срежиссировал Мисуми). Серии этого киносериала принесли ему репутацию в культовых кругах как поставщика визуально поразительного ультра-насилия. На главную роль в этом проекте был приглашён Томисабуро Вакаяма, брат Синтаро Кацу. Киносериал имел успех на Западе, и его яркие сцены сражений на мечах, как говорят, оказали большое влияние на Квентина Тарантино и Сэма Рэйми. Успешным был и снятый в том же 1972-м первый фильм трилогии на основе манги Кадзуо Коикэ «Ханзо-Клинок: Меч правосудия» с Синтаро Кацу, хотя эта серия была более эксплуататорской, с добавленной чертой секса в стиле пинку эйга, пыток и садомазохистских элементов. Очевидно, что золотой век тямбары заканчивался.
После этого он в основном работал на телевидении над постановкой сериальных исторических драм, таких как «Молчаливый самурай» (1973-1974), «История Дзатоити» (1974) и др. Кэндзи Мисуми снял свой последний фильм для большого экрана в 1974 году – «Наблюдая эпоху заходящего солнца» (др. назв. — «Последний самурай»). Это был проект, очень близкий ему, поскольку он охватывал большую часть времени, от синсэнгуми (специальные полицейские силы позднего периода сёгуната Японии) до реставрации Мэйдзи (1868–1912), рассказывая историю о том, как самураи пытались сохранить свою актуальность и наследие, быстро становясь анахронизмом. В конечном счёте, сам жанр тямбара, возможно, стал несколько анахронизмом, но работы и наследие Кэндзи Мисуми всегда будут оставаться актуальными. В сентябре следующего, 1975 года, Кэндзи Мисуми потерял сознание во время съёмок и скоропостижно скончался от рака печени в возрасте 54 лет.

## Фильмография
Жёлтым цветом выделены фильмы, которые можно найти в сети с русским переводом
| Фильмография Кэндзи Мисуми (только кинофильмы, без работ на телевидении) | Фильмография Кэндзи Мисуми (только кинофильмы, без работ на телевидении) | Фильмография Кэндзи Мисуми (только кинофильмы, без работ на телевидении) | Фильмография Кэндзи Мисуми (только кинофильмы, без работ на телевидении) | Фильмография Кэндзи Мисуми (только кинофильмы, без работ на телевидении) | Фильмография Кэндзи Мисуми (только кинофильмы, без работ на телевидении) |
| Год                                                                      | Название по-русски                                                       | Оригинальное название                                                    | Транслитерация по системе Поливанова                                     | Английское название в международном прокате                              | Исполнители главных ролей                                                |
| ------------------------------------------------------------------------ | ------------------------------------------------------------------------ | ------------------------------------------------------------------------ | ------------------------------------------------------------------------ | ------------------------------------------------------------------------ | ------------------------------------------------------------------------ |
| 1950-е годы                                                              |                                                                          |                                                                          |                                                                          |                                                                          |                                                                          |
| 1954                                                                     | «Тангэ Садзэн: Горшок с обезьяной»                                       | 丹下左膳 こけ猿の壷                                                      | Тангэ Садзэн кокэдзару-но цубо                                           | Sazen Tange: The Monkey Pot                                              | Дэндзиро Окоти, Миэко Такаминэ                                           |
| 1955                                                                     | «Семиликий Гиндзи»                                                       | 七つの顔の銀次                                                           | Нанацу-но као-но Гиндзи                                                  | Ginji of the Seven Faces                                                 | Кадзуо Хасэгава, Миэко Такаминэ, Кёко Кагава                             |
| 1955                                                                     | «Тень, убивающая луну»                                                   | 月を斬る影法師                                                           | Цуки о киру кагэбоси                                                     | The Shadow That Kills the Moon                                           | Синтаро Кацу, Юмико Хасэгава, Дзёдзи Ока                                 |
| 1955                                                                     | «Чистильщик ржавчины поёт»                                               | かんかん虫は唄う                                                         | Канкаммуси ва утау                                                       | The Rust Cleaner Sings                                                   | Синтаро Кацу, Мицуко Ёсикава, Такако Ириэ                                |
| 1956                                                                     | «Ворон Асатаро»                                                          | 浅太郎鴉                                                                 | Аса таро: гарасу                                                         | Asataro the Crow                                                         | Райдзо Итикава, Ятаро Курокава, Мицуко Мито                              |
| 1956                                                                     | «Расписные братья»                                                       | 花の兄弟                                                                 | Хана-но кёдай                                                            | The Flower Brothers                                                      | Райдзо Итикава, Митиё Когурэ, Эйдзиро Тоно                               |
| 1956                                                                     | «Судья Сирануи»                                                          | 不知火奉行                                                               | Сирануи бугё                                                             | The Fiery Magistrate                                                     | Синтаро Кацу, Токико Мита, Эйтаро Синдо                                  |
| 1956                                                                     | «Соломенная шляпа Гомпати»                                               | 編笠権八                                                                 | Амигаса Гомпати                                                          | 'Woven Hat' Gonpachi                                                     | Райдзо Итикава, Миэко Кондо, Токико Мита                                 |
| 1957                                                                     | «Секретное письмо Полумесяца» (ср/м)                                     | 三日月秘文                                                               | Микадзуки хибун                                                          | Secret Letter of the Crescent Moon                                       | Синтаро Кацу, Токико Мита, Ёко Урадзи                                    |
| 1957                                                                     | «Самурай Момотаро»                                                       | 桃太郎侍                                                                 | Момотаро замурай                                                         | The Demon Crusader                                                       | Райдзо Итикава, Сэйдзабуро Кавадзу, Митиё Когурэ                         |
| 1958                                                                     | «Кимоно с длинными рукавами»                                             | ふり袖纏                                                                 | Фурисодэ матоэ                                                           | Wearing a Long-Sleeved Kimono                                            | Синтаро Кацу, Ёко Урадзи, Такаси Симура                                  |
| 1958                                                                     | «Проклятая стена кота-призрака»                                          | 怪猫呪いの壁                                                             | Кайбо: норой-но кабэ                                                     | Ghost-Cat Wall of Hatred                                                 | Синтаро Кацу, Ёко Урадзи, Миэко Кондо                                    |
| 1958                                                                     | «Мстительная змея» (ср/м)                                                | 執念の蛇                                                                 | Сюнэн-но хэби                                                            | Vindictive Snake / Obsessive Snake                                       | Рюдзо Симада, Миэко Кондо, Икуко Мори                                    |
| 1958                                                                     | «Путешествия Мито Комона»                                                | 水戸黄門漫遊記                                                           | Мито Ко:мон ман’юки                                                      | Record of Mito Komon’s Pleasure Trip                                     | Гандзиро Накамура, Синтаро Кацу, Тамао Накамура                          |
| 1959                                                                     | «Игрок и принцесса»                                                      | かげろう笠                                                               | Кагэро:-гаса                                                             | Halo of Heat Haze                                                        | Кадзуо Хасэгава, Кёко Кагава, Митиё Аратама                              |
| 1959                                                                     | «Тысяча летящих журавлей»                                                | 千羽鶴秘帖                                                               | Сэмбадзуру хитё                                                          | A Thousand Flying Cranes                                                 | Райдзо Итикава, Дзёдзи Цуруми, Сатико Хидари                             |
| 1959                                                                     | «История призрака Ёцуя»                                                  | 四谷怪談                                                                 | Ёцуя кайдан                                                              | The Yotsuya Ghost Story                                                  | Кадзуо Хасэгава, Ясуко Накада, Ёко Урадзи                                |
| 1959                                                                     | «Инспектор сёгуна»                                                       | 町奉行日記 鉄火牡丹                                                      | Матибуго: никки тэкка ботан                                              | Diary of a Town Magistrate: Gambling Peony                               | Синтаро Кацу, Кэйко Авадзи, Дзюн Нэгами                                  |
| 1960-е годы                                                              |                                                                          |                                                                          |                                                                          |                                                                          |                                                                          |
| 1960                                                                     | «Дворец принцессы Сэн»                                                   | 千姫御殿                                                                 | Сэнхимэ готэн                                                            | Palace of Princess Sen                                                   | Фудзико Ямамото, Кодзиро Хонго, Исудзу Ямада                             |
| 1960                                                                     | «Дела Хэйдзи Дзэнигаты: Красивый паук»                                   | 銭形平次捕物控 美人蜘蛛                                                  | Дзэнигата Хэйдзи торимоно хикаэ бидзин-гумо                              | The Casebooks of Heiji Zenigata: Beautiful Spider                        | Кадзуо Хасэгава, Тамао Накамура, Яэко Мидзутани                          |
| 1960                                                                     | «Женщина-призрак»                                                        | 女妖                                                                     | Дзё:                                                                     | Patterns of Love                                                         | Эйдзи Фунакоси, Фудзико Ямамото, Хитоми Нодзоэ                           |
| 1960                                                                     | «Комако, девушка из дома Сиракоя»                                        | 白子屋駒子                                                               | Сирокоя Комако                                                           | What Price Love                                                          | Фудзико Ямамото, Кацухико Кобаяси, Миэко Кондо                           |
| 1960                                                                     | «Перевал Великого Будды»                                                 | 大菩薩峠                                                                 | Дайбосацу то:гэ                                                          | Satan's Sword                                                            | Райдзо Итикава, Фудзико Ямамото, Тисю Рю                                 |
| 1960                                                                     | «Перевал Великого Будды: Бог-дракон»                                     | 大菩薩峠 竜神の巻                                                        | Дайбосацу то:гэ: рюдзин-но маки                                          | Satan's Sword II                                                         | Райдзо Итикава, Кодзиро Хонго, Тамао Накамура                            |
| 1961                                                                     | «Будда»                                                                  | 釈迦                                                                     | Сяка                                                                     | Buddha                                                                   | Райдзо Итикава, Синтаро Кацу, Матико Кё                                  |
| 1961                                                                     | «Дела Хэйдзи Дзэнигаты: Красивая акула»                                  | 銭形平次捕物控 美人鮫                                                    | Дзэнигата Хэйдзи торимоноко: бидзиндзамэ                                 | The Casebooks of Heiji Zenigata: The Beautiful Shark                     | Кадзуо Хасэгава, Эйдзи Фунакоси, Миэко Кондо                             |
| 1962                                                                     | «Жена без родословной»                                                   | 婦系図                                                                   | Оннакэйдзу                                                               | Her Hidden Past                                                          | Райдзо Итикава, Масаё Банри, Митиё Когурэ                                |
| 1962                                                                     | «Повесть о Дзатоити»                                                     | 座頭市物語                                                               | Дзато:ити моногатари                                                     | The Tale of Zatoichi                                                     | Синтаро Кацу, Масаё Банри, Рюдзи Симада                                  |
| 1962                                                                     | «Сын судьбы»                                                             | 斬る                                                                     | Киру                                                                     | Destiny's Son                                                            | Райдзо Итикава, Сихо Фудзимура, Масаё Банри                              |
| 1962                                                                     | «Демон замка Аоба»                                                       | 青葉城の鬼                                                               | Аобадзо:-но они                                                          | The Devil of Aoba Castle                                                 | Кадзуо Хасэгава, Мива Такада, Кэн Уцуи                                   |
| 1963                                                                     | «Хроники Синсэнгуми»                                                     | 新選組始末記                                                             | Синсэнгуми симацуки                                                      | Shinsengumi Chronicles                                                   | Райдзо Итикава, Томисабуро Вакаяма, Сигэру Амати                         |
| 1963                                                                     | «Матрилинейная семья»                                                    | 女系家族                                                                 | Нёкэй кадзоку                                                            | The Third Wall                                                           | Аяко Вакао, Дзиро Тамия, Матико Кё                                       |
| 1963                                                                     | «Куртизанка и убийца»                                                    | 舞妓と暗殺者                                                             | Майко то ансацуся                                                        | The Maiko and the Assassin                                               | Мива Такада, Масахико Цугава, Томисабуро Вакаяма                         |
| 1963                                                                     | «Великий Сигэнобу Окума»                                                 | 巨人 大隈重信                                                            | Кёдзин О:кума сигэнобу                                                   | The Giant Shigenobu Okuma                                                | Кэн Уцуи, Кодзиро Хонго, Эйдзи Фунакоси                                  |
| 1964                                                                     | «Нэмури Кёсиро 2: Поединок»                                              | 眠狂四郎勝負                                                             | Нэмури Кёсиро: сёбу                                                      | Sleepy Eyes of Death: Sword of Adventure                                 | Райдзо Итикава, Сихо Фудзимура, Ёси Като                                 |
| 1964                                                                     | «Меч»                                                                    | 剣                                                                       | Кэн                                                                      | Sword                                                                    | Райдзо Итикава, Юскэ Кавадзу, Хисая Морисигэ                             |
| 1964                                                                     | «Бездомный скиталец»                                                     | 無宿者                                                                   | Мусуку моно                                                              | On the Road Forever / Homeless Drifter                                   | Райдзо Итикава, Эйко Такасиро, Тору Абэ                                  |
| 1964                                                                     | «Сражайся, Дзатоити»                                                     | 座頭市血笑旅                                                             | Дзатоити кэссо:-таби                                                     | Fight Zatoichi Fight                                                     | Синтаро Кацу, Икуко Мори, Ёси Като                                       |
| 1965                                                                     | «Нэмури Кёсиро 5: Меч огня»                                              | 眠狂四郎炎情剣                                                           | Нэмури кёсиро: эндзёкэн                                                  | Sleepy Eyes of Death: Sword of Fire                                      | Райдзо Итикава, Тамао Накамура, Тору Абэ                                 |
| 1965                                                                     | «Дзирокити по прозвищу Крыса»                                            | 鼠小僧次郎吉                                                             | Нэдзуми Кодзо: Дзирокити                                                 | Jirokichi the Rat                                                        | Ёити Хаяси, Митико Сугата, Матико Хасэгава                               |
| 1965                                                                     | «Жизнь Мухомацу»                                                         | 無法松の一生                                                             | Мухо:мацу-но иссо:                                                       | The Life of Matsu the Untamed                                            | Синтаро Кацу, Инэко Арима, Кэн Уцуи                                      |
| 1965                                                                     | «Меч демона»                                                             | 剣鬼                                                                     | Кэн ки                                                                   | Sword Devil                                                              | Райдзо Итикава, Митико Сугата, Кэй Сато                                  |
| 1965                                                                     | «Дзатоити и шахматный мастер»                                            | 座頭市地獄旅                                                             | Дзатоити дзигоку таби                                                    | Zatoichi and the Chess Expert                                            | Синтаро Кацу, Микио Нарита, Канэко Ивасаки                               |
| 1966                                                                     | «Видение девственницы»                                                   | 処女が見た                                                               | Сёдзё га мита                                                            | The Virgin Witness                                                       | Аяко Вакао, Митиё Оокусу, Томисабуро Вакаяма                             |
| 1966                                                                     | «Пьяный доктор»                                                          | 酔いどれ博士                                                             | Ёйдорэ хакасэ                                                            | Drunken Doctor                                                           | Синтаро Кацу, Кёко Энами, Эйдзиро Тоно                                   |
| 1966                                                                     | «Возвращение Мадзина» («Гнев Даймадзина»)                                | 大魔神怒る                                                               | Даймадзин икару                                                          | Return of Daimajin                                                       | Кодзиро Хонго, Сихо Фудзимура, Юдзи Хамада                               |
| 1966                                                                     | «Нэмури Кёсиро 8: Меч, спасший Эдо»                                      | 眠狂四郎無頼剣                                                           | Нэмури Кёсиро бурайкэн                                                   | Sleepy Eyes of Death: Sword of Villainy                                  | Райдзо Итикава, Сигэру Амати, Сихо Фудзимура                             |
| 1967                                                                     | «Снежная скорбь» («Саван из снега»)                                      | 雪の喪章                                                                 | Юки но мосо:                                                             | Shroud of Snow                                                           | Аяко Вакао, Мицуко Ёсикава, Сигэру Амати                                 |
| 1967                                                                     | «Печаль в старой столице»                                                | 古都憂愁 姉いもうと                                                      | Кото юсю анэ имо:то                                                      | Sorrow in the Old Capital                                                | Сихо Фудзимура, Кику Вакаяги, Эйдзи Фунакоси                             |
| 1967                                                                     | «Река слёз»                                                              | なみだ川                                                                 | Намида гава                                                              | River of Tears / The Homely Sister                                       | Сихо Фудзимура, Кику Вакаяги, Тору Абэ                                   |
| 1967                                                                     | «Огонь в глазах самурая» («Кровавая дорога Дзатоити»)                    | 座頭市血煙り街道                                                         | Дзатоити тикэмури кайдо:                                                 | Zatoichi Challenged                                                      | Синтаро Кацу, Дзюсиро Коноэ, Мива Такада                                 |
| 1968                                                                     | «Гробовщики»                                                             | とむらい師たち                                                           | Томурайси тати                                                           | The Undertakers / The Funeral Racket                                     | Синтаро Кацу, Юноскэ Ито, Арихиро Фудзимура                              |
| 1968                                                                     | «Два телохранителя»                                                      | 二匹の用心棒                                                             | Нихики-но ёдзимбо                                                        | Two Bodyguards                                                           | Кодзиро Хонго, Исаму Нагато, Мива Такада                                 |
| 1968                                                                     | «Дзатоити-самаритянин»                                                   | 座頭市喧嘩太鼓                                                           | Дзатоити кэнка-дайко                                                     | Samaritan Zatoichi                                                       | Синтаро Кацу, Ёсико Мита, Макото Сато                                    |
| 1969                                                                     | «Жилище демонов они»                                                     | 鬼の棲む舘                                                               | Они-но суму яката                                                        | The Devil's Temple                                                       | Синтаро Кацу, Хидэко Такаминэ, Митиё Аратама                             |
| 1969                                                                     | «Сага о Магоити»                                                         | 尻啖え孫市                                                               | Сирикураэ Магоити                                                        | The Magoichi Saga                                                        | Кинноскэ Накамура, Комаки Курихара, Синтаро Кацу                         |
| 1970-е годы                                                              |                                                                          |                                                                          |                                                                          |                                                                          |                                                                          |
| 1970                                                                     | «Разгневанный меч»                                                       | 兇状流れドス                                                             | Ко:дзо: нагарэ досу                                                      | The Angry Sword / Wandering Fugitive Sword                               | Хироки Мацуката, Юскэ Кавадзу, Саори Маки                                |
| 1970                                                                     | «Дзатоити и праздник фейерверков»                                        | 座頭市あばれ火祭り                                                       | Дзатоити абарэ-химацури                                                  | Zatoichi at the Fire Festival                                            | Синтаро Кацу, Рэйко Охара, Ко Нисимура                                   |
| 1971                                                                     | «Железное правило женщины-игрока»                                        | 新女賭博師 壺ぐれ肌                                                      | Син онна тобакуси цубогурэхада                                           | Woman Gambler's Iron Rule                                                | Кёко Энами, Кодзиро Хонго, Фумио Ватанабэ                                |
| 1971                                                                     | «Дитя, дарованное лисой»                                                 | 狐のくれた赤ん坊                                                         | Кицунэ-но курэта акамбо:                                                 | Gift of the Fox                                                          | Синтаро Кацу, Наоко Отани, Итиро Накатани                                |
| 1972                                                                     | «Меч отмщения» («Одинокий волк и его ребёнок»)                           | 子連れ狼 子を貸し腕貸しつかまつる                                        | Кодзурэ о:ками ко-о каси удэ каси цукамацуру                             | Lone Wolf and Cub: Sword of Vengeance                                    | Томисабуро Вакаяма, Фумио Ватанабэ, Юноскэ Ито                           |
| 1972                                                                     | «Меч отмщения 2» («Ребёнок в коляске на реке Стикс»)                     | 子連れ狼 三途の川の乳母車                                                | Кодзурэ о:ками сандзу-но кава-но убагурума                               | Lone Wolf and Cub: Baby Cart at the River Styx                           | Томисабуро Вакаяма, Каё Мацуо, Минору Оки                                |
| 1972                                                                     | «Меч отмщения 3» («Младенец в коляске в царстве теней»)                  | 子連れ狼 死に風に向う乳母車                                              | Кодзурэ о:ками синикадзэни мукау убагурума                               | Lone Wolf and Cub: Baby Cart to Hades                                    | Томисабуро Вакаяма, Го Като, Исао Ямагата                                |
| 1972                                                                     | «Ханзо-Клинок: Меч правосудия»                                           | 御用牙                                                                   | Гоёкиба                                                                  | Hanzo the Razor: Sword of Justice                                        | Синтаро Кацу, Ко Нисимура, Каматари Фудзивара                            |
| 1973                                                                     | «Герб цвета сакуры»                                                      | 桜の代紋                                                                 | Сакура-но даймон                                                         | Internal Sleuth / Cherry Blossom Crest                                   | Томисабуро Вакаяма, Каё Мацуо, Фумио Ватанабэ                            |
| 1973                                                                     | «Меч отмщения 5» («Ребенок в коляске в краю демонов»)                    | 子連れ狼 冥府魔道                                                        | Кодзурэ о:ками мэйфумадо:                                                | Lone Wolf and Cub: Baby Cart in the Land of Demons                       | Томисабуро Вакаяма, Митиё Оокусу, Хидэдзи Отаки                          |
| 1974                                                                     | «Наблюдая эпоху заходящего солнца» («Последний самурай»)                 | 狼よ落日を斬れ 風雲・激情篇 怒濤篇                                       | О:ками ё ракудзицу о кирэ                                                | The Last Samurai                                                         | Хидэки Такахаси, Кэн Огата, Кэйко Мацудзака                              |

## Комментарии
1. ↑  О том, что Кэндзи Мисуми скончался от рака печени сообщается на сайте журнала "Кинэма Дзюмпо", по другим источникам - от печёночной недостаточности